# Roßbach (Braunsbedra)
Roßbach is een plaats en voormalige gemeente in de Duitse deelstaat Saksen-Anhalt, en maakt deel uit van de Landkreis Saalekreis.
Roßbach telt 1996 inwoners.